# Лысенко, Евгений Вадимович
Евге́ний Вади́мович Лы́сенко (укр. Євген Вадимович Лисенко; 8 июля 1994, возле Ротмистровка — 9 марта 2022, возле Житомира) — украинский военный лётчик, майор, участник российско-украинской войны. Герой Украины (8 июля 2023, посмертно).

## Биография
Родился 8 июля 1994 года в селе Ротмистровка Черкасской области.
Выпускник Киевского военного лицея имени Ивана Богуна 2011 года.
Окончил ХНУПС имени Ивана Кожедуба. Военную службу проходил в 204-й севастопольской бригаде тактической авиации имени Александра Покрышкина.
9 марта 2022 года, по заявлению украинских СМИ, руководил истребителем МиГ-29 в бою с двумя российскими самолётами вблизи Житомира успел сбить один из них, но в 19:40 сам был сбит системами противовоздушной обороны. Похоронен 12 марта 2022 года в родном селе.

## Награды
- Звание «Герой Украины» с удостоением ордена «Золотая Звезда» (8 июля 2023, посмертно) — за личное мужество и героизм, проявленные в защите государственного суверенитета и территориальной целостности Украины, верность военной присяге[3].
- Орден Богдана Хмельницкого III степени (22 марта 2022, посмертно) — за личное мужество и высокий профессионализм, проявленные в защите государственного суверенитета и территориальной целостности Украины, верность военной присяге[4].